# Heßheim (Verbandsgemeinde)
Heßheim est une Verbandsgemeinde (collectivité territoriale) de l'arrondissement de Rhin-Palatinat dans la Rhénanie-Palatinat en Allemagne. Le siège de cette Verbandsgemeinde est dans la commune de Heßheim.
La Verbandsgemeinde de Heßheim consiste en cette liste d'Ortsgemeinden (municipalités locales) :

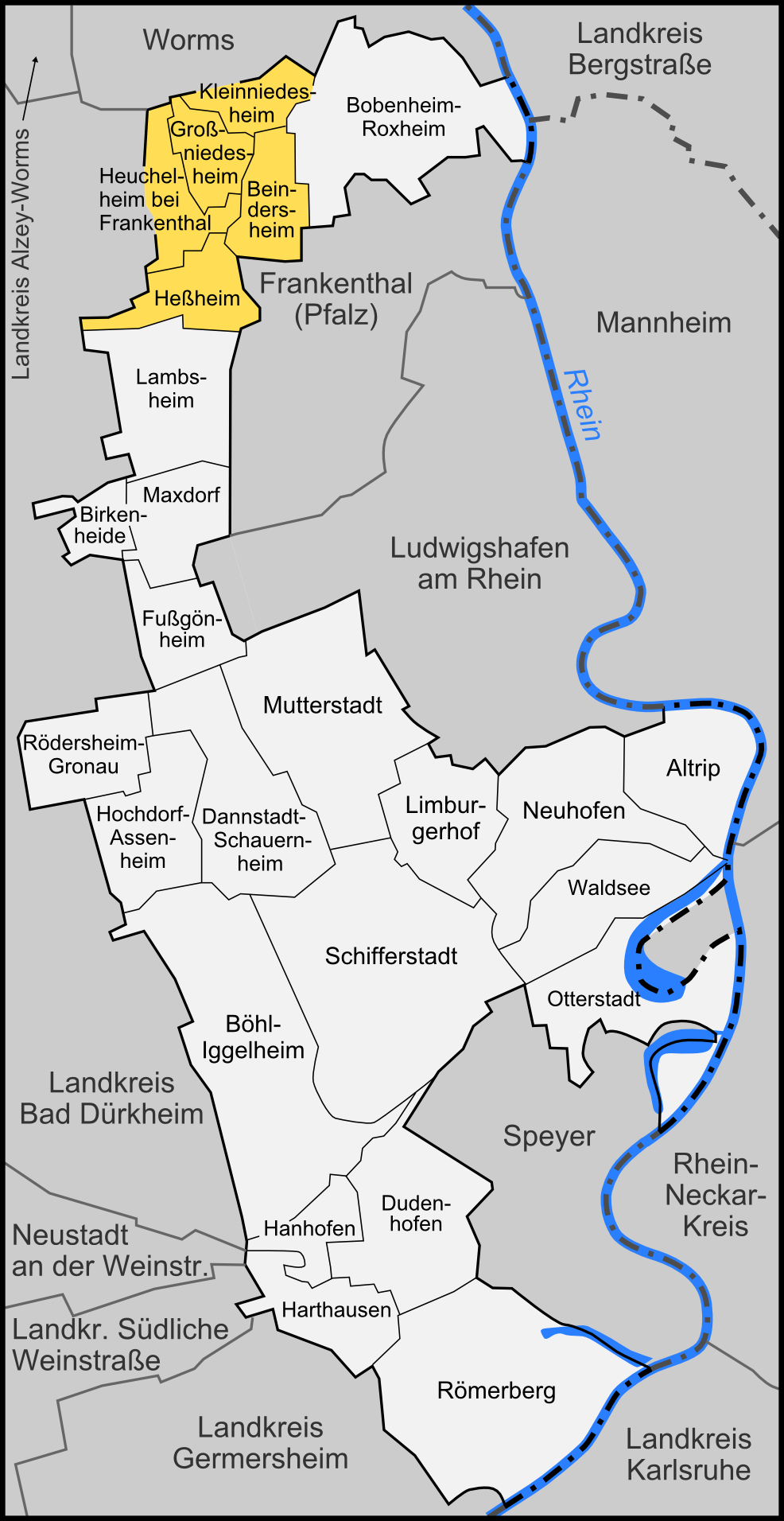
Localisation de la Verbandsgemeinde de Heßheim dans l'arrondissement de Rhin-Palatinat

1. Beindersheim
2. Großniedesheim
3. Heßheim
4. Heuchelheim bei Frankenthal
5. Kleinniedesheim